# Metal industrial
El metal industrial es un subgénero del heavy metal que mezcla el mismo con la música industrial. Entre los principales artistas del género se incluyen a Marilyn Manson, Ministry, Godflesh, Rob Zombie, KMFDM, Nine Inch Nails y Rammstein.

## Estilo
El metal industrial es un género musical que toma elementos de la música industrial y del metal. La música industrial usualmente está centrada en riffs de guitarra (que están afinadas muy graves), sintetizadores/secuenciadores muy distorsionados, y no posee un estilo vocal definido, puesto que todos los cantantes de este género cantan de una manera personal, debido a las distintas influencias de metal que estos poseen. 
En algunos casos, se utilizan baterías programadas, y en otros casos, solamente baterías convencionales. También se usan sonidos de películas o series de televisión.

## Historia

### Comienzos del género
Si bien las guitarras han sido usadas por grupos industriales como Throbbing Gristle desde los comienzos del género, no fue antes de finales de los ’80 cuando el industrial y el metal se fusionaron en un género.
La escena del metal industrial fue el resultado de la convergencia de un gran número de diferentes tendencias musicales, aunque generalmente la banda británica Killing Joke es considerada como la pionera del rock industrial y fue la principal influencia de muchas bandas de metal industrial.
Joy Division fue también influyente, con su batería tribal y su sonido frío y distorsionado. Big Black puede ser también considerada una gran influencia del metal industrial. 
Finalmente la banda Chrome ha mezclado el metal con el industrial desde finales de los ’70, y si bien ellos son considerados como una gran influencia por los músicos, no son conocidos por la mayoría de los fanes.
Un gran número de bandas de metal comenzaron a incluir elementos industriales en su música, con Al Jourgenesen en la vanguardia de la fusión con el disco de Ministry, The Land Of Rape And Honey de 1988. La inclusión de guitarras de metal en temas como “Stigmata”, “The Missing” y “Deity” prueban que fueron un acontecimiento clave. Discos posteriores como The Mind is a Terrible Thing To Taste y ΚΕΦΑΛΗΞΘ establecerían a Ministry como la primera banda de metal industrial.
Al mismo tiempo, KMFDM fue tomando influencias del metal en sus guitarras, en sencillos como “Virus” y “Godlike”. En 1990, Killing Joke lanza el explosivo Extremities, Dirt And Various Repressed Emotions, el cual construyó la temprana oscuridad de la banda, incubando los experimentos sonoros y electrónicos dentro de un sonido de metal industrial.
En 1994, el grupo alemán Oomph!, fue uno de los pioneros en este subgénero, empezando con su segundo álbum Sperm, ya que el primero era totalmente industrial pero con escasez de guitarras, a partir de ahí sus discos fueron mejorando hasta la fecha y es uno de los más populares del género en su país.
En 1988, el antiguo guitarrista de Napalm Death, Justin Broadrick, cambia el nombre de su banda Fall of Because a Godflesh y comienzan a tocar metal industrial. Influenciados por géneros como heavy metal, industrial, new wave y post punk, Godflesh cuenta con guitarra, bajo y voz que suenan sobre baterías programadas. La banda canadiense Malhavoc ha estado haciendo demos desde 1985 con cajas de ritmos, teclados, guitarras de heavy metal y voces distorsionadas. En 1991, ellos sacan su primer disco oficial The Release.
Un elemento final fue añadido por un número importante de bandas tecnológicamente avanzadas dentro de la escena del metal, encabezadas por los canadienses de Voivod. La banda de metal británica Pitchshifter tituló a su primer álbum Industrial cuando ellos todavía eran principalmente una banda de metal. En años posteriores, ellos incluyeron muchos más elementos industriales, pero este estilo era mucho menos electrónico que las formas anteriores de metal industrial. Esto estimuló el interés en la escena del metal y ayudó a bandas como Ministry a llegar a un alto nivel de popularidad.

### Era de apogeo
El metal industrial floreció a principios de los ’90, particularmente en EE. UU. La línea original de metal industrial es conocida ahora como aggro-industrial, mientras una nueva forma (que toma elementos del punk y del hardcore en las guitarras y tiene un pronunciado acompañamiento de sintetizador) es llamado Coldwave.
Las bandas más importantes de la Coldwave son: Chemlab, 16 Volt y Acumen (después llamada Acumen Nation), si bien más recientemente Acumen Nation se desprendió de toda la electrónica para tener un sonido más metalero. 
En Europa, algunos grupos como The Young Gods y Swamp Terrorists crearon metal industrial sin guitarras en vivo, solo usando samplers. Muchas bandas ya establecidas tomaron técnicas del metal industrial en este período como Skinny Puppy, Surgical Meth Machine, Oomph!, Front Line Assembly y Die Krupps.
El proyecto que ha llevado al género a un gran nivel de popularidad fue Nine Inch Nails que apareció en 1988 y sirvió de inspiración para muchas otras bandas que aparecerían después. 
En 1995, White Zombie publican su último álbum Astro-Creep: 2000, si bien White Zombie suele ser considerada a menudo una banda de Groove Metal, en este álbum tuvo un sonido mucho más pesado (orientado al Metal Alternativo y Metal Industrial), esto debido a que para este álbum se contó con afamados músicos de estudio como el teclista Charlie Clouser, que había trabajado con artistas de este género tales como Nine Inch Nails, Rammstein, Marilyn Manson o Killing Joke. Fue el álbum más vendido de White Zombie, siendo certificado Doble Platino por la RIAA y vendiendo más de 2,6 millones de copias en Estados Unidos desde su lanzamiento. El álbum fue nominado al premio Grammy por Mejor Ingeniería de Grabación y el sencillo de mayor éxito de la banda, More Human Than Human, nominado al Premio Grammy a la Mejor Interpretación de Metal en 1996.  
Después de la disolución de White Zombie en 1998, Rob Zombie comienza su carrera como solista y en ese mismo año publica su primer disco en solitario, Hellbilly Deluxe, el cual sirvió de gran aporte al género y ayudó a popularizarlo aún más a principio de los años 2000. El álbum demostró ser un éxito comercial, alcanzando los cinco primeros del Billboard 200 y vendiendo más de tres millones de copias en los Estados Unidos. Hellbilly Deluxe vendió más que todos los lanzamientos de Zombie con su antigua banda y lo estableció como un exitoso solista. El álbum fue precedido por el lanzamiento del sencillo debut de Zombie, "Dragula". La canción fue un éxito en los Estados Unidos vendiendo más de 717 mil copias para el año 2010 y apareció en la lista de sencillos del Reino Unido. 
No es hasta el mismo año 1994 que Rammstein despegaría el nuevo apogeo del heavy metal con pequeños toques de industrial con letras exclusivamente en alemán (país de donde vienen las raíces del género), logrando vender más de 15 millones de copias en todo el mundo y siendo ganadores en dos ediciones de los premios Grammy en la categoría de mejor interpretación de metal, siendo de los pocos grupos que han logrado tal éxito con letras escritas en alemán aparte del inglés. La segunda revolución no vino hasta sino el año 1996, año en el que Marilyn Manson logra entrar en su época de mayor apogeo. Sencillos como The Beautiful People, The Dope Show, Rock is Dead, mOBSCENE y This Is the New Shit marcaron la historia del metal industrial. En 1999 aparece el álbum debut de la banda Static-X "Wisconsin Death Trip", que vendió cerca del millón de copias en Estados Unidos en su lanzamiento, y es considerada uno de los álbumes más famosos de la banda y contiene alguno de los temas más famosos del metal industrial tales como "Push It" y "I'm With Stupid", luego en su segundo álbum "Machine" también obtuvieron buenas críticas y consiguieron otros populares sencillos como "Cold" y "Black And White". 
La influencia del metal industrial ha impregnado al género del heavy metal, con un gran número de bandas acentuando sus instrumentos en vivo con programaciones y sampleos industriales. Fear Factory es una de las más notables, incorporando elementos electrónicos desde su primera etapa.